# شهرستان آرادان
شهرستان آرادان یکی از شهرستان‌های استان سمنان که از غرب به شهرستان گرمسار و از شرق به شهرستان سرخه و از شمال به استان تهران محدود می‌شود و در کشور ایران واقع است.

## جغرافیا
مرکز این شهرستان شهر آرادان است و شامل ۲ بخش و ۴ دهستان است. این شهرستان قبلاً در شهرستان گرمسار قرار داشت و در مجموع شامل بخش مرکزی با توابع دهستان یاتری و دهستان حسین‌آباد کردها و بخش کهن آباد با توابع دهستان کهن آباد و دهستان فروان، در ۱۰ دیماه ۱۳۹۰ توسط هیئت وزیران جدایی شهرستان آرادان از گرمسار و خودکفایی توسط آقای احمدی نژاد رییس جمهور وقت تصویب و ابلاغ شد.
محصولات کشاورزی شهرستان آرادان 
انار  یکی از محصولات کشاورزی شهرستان آرادان است . مدیر  جهاد کشاورزی شهرستان آرادان بیان کرد: ۴۵۰ هکتار از اراضی شهرستان آرادان زیر کشت انار است که ۳۵۰ هکتار آن بارور و ۱۰۰ هکتار آن نیز غیر بارور است.ارقام انار‌های مرغوب شهرستان آرادان گلوباریک، میخوش و ملس ساوه است. زیتون در شهرستان آرادان کشت می شود .  انجیر  نیز در شهرستان آرادان کشت می شود . 

## زبان

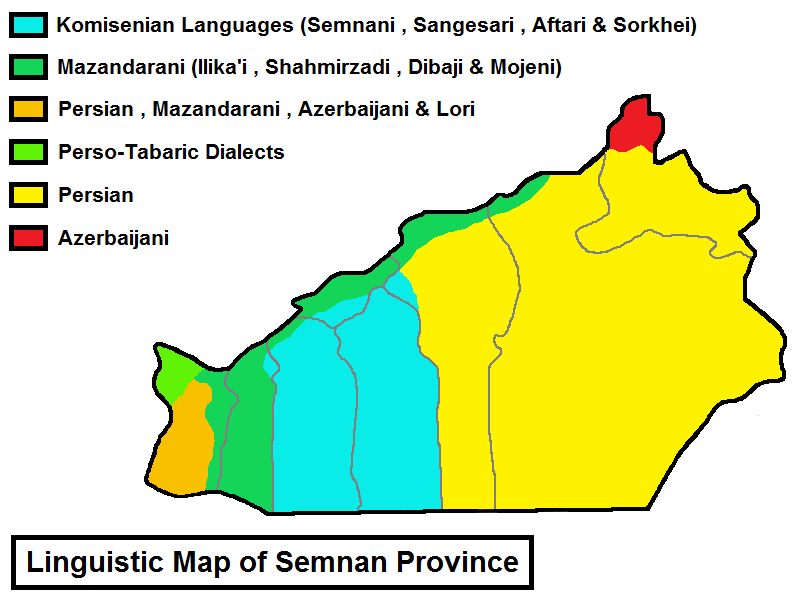
نقشهٔ زبانی استان سمنان : رنگ آبی زبان‌های کومشی (سمنانی، سنگسری، افتری و سرخه‌ای) - رنگ سبز تیره زبان مازندرانی (الیکایی، شهمیرزادی ،دیباجی و مجنی) - رنگ نارنجی (زبان‌های فارسی، مازندرانی ، آذربایجانی و لری) - رنگ سبز روشن گویش های فارسی-مازندرانی(ایوانکی) - رنگ زرد زبان فارسی - رنگ قرمز آذربایجانی

اکثریت مردم این شهرستان  را  الیکایی‌ها ، اصانلو ها(ترک زبان)، تشکیل میدهند که  طبری تبار (مازندرانی) هستند و به گویش الیکایی که گویشی از زبان مازندرانی  است صحبت می‌کنند. کمی از جمعیت روستاهای آرادان را عشایر الیکایی تشکیل می‌دهند. مابقی از کهن آبادی ها و ایل پازوکی هستند.

## تقسیمات کشوری
- بخش مرکزی شهرستان آرادان
  - دهستان یاتری
  - دهستان حسین‌آباد کردها

شهرها: آرادان
- بخش کهن آباد
  - دهستان کهن آباد
  - دهستان فروان

شهرها: کهن آباد

## مسئولین سیاسی شهرستان آرادان
فرمانداران اسبق آرادان
اصغر شهباز
سعید افشارنادری
رضا خانی
مجتبی بوربور 
رضا حسنی( درحال حاضر )
بخشداران مرکزی آرادان
علیرضا محتشمی
سیدعباس شجاعی
احمد لهردی
حمید دهقانی( درحال حاضر )

## افراد موثر در بهبود وضعیت فعلی شهرستان آرادان
1. اصغر شهباز
2. سعید افشارنادری
3. مهندس احمد لهردی
4. حجت الاسلام و المسلمین شریفی نیا
5. مهندس همایون محسنی
6. مهندس محمدحسین ریاضی
7. دکتر حمید دهقانی
8. حجت الاسلام والمسلمین احسان نادری
9. حاج مهدی محمدیان
10. خانم حسنی عامری
11. یعقوب بشارت
12. مهندس محمد بشارت
13. دکتر علیرضا شاه حسینی
14. حسنعلی طاهری
15. علی گیلوری
16. حمید خدابخش
17. فریبرز یغمائیان
18. علی ترامشلو فرزند الله وردی
19. عبدالله عامری فرزند رضا
20. دکتر مهسا شاه حسینی
21. مهندس تقی قندالی دوست
22. ابراهیم مونسان
23. سید حسین دهقانی
24. حاج عبدالرضا بیگلری
25. کریم عبدالهی
26. مهدی حسینی
27. مهیار تفضلی
28. سعید مجیدی
29. محمدجعفر صفی الله
30. محسن اشرفی

## جاذبه‌های دیدنی
جاذبه‌های تاریخی
- بازار آرادان
- آب انبار باستانی کهن آباد
- قلعه خورشیدپرستان ده نمک
- تکیه آرادان
- قلعه آرادان
- قلعه یاتری
- قلعه پاده
- امام زاده سلطان شاه نظر
- امام زاده علی اکبر
- تپه‌های باستانی امام زاده ذوالفقار
- کاروانسرای شاه عباسی روستای ده نمک
- یخچال و آب‌انبار آرادان
- یخچال و آب‌انبار علی‌آباد
- یخچال و آب‌انبار اسلام‌آباد (قلعه خرابه)
- حمام میرزایی‌های روستای پاده

جاذبه‌های طبیعی
- شوره زار نمک
- قنات باستانی عباس آباد و ماهی های تلسمی
- آبشار خوشابرود
- منطقه گردشگری رامه

## تاریخچه تأسیس آرادان و خوار
کلیه شهرستان های استان تهران و سمنان بخصوص اسلامشهر , واوان , رباط کریم , ورامین , پیشوا , قرچک , پاکدشت , رودهن , آبسرد , گرمسار و آرادان فعلی در باستان بعنوان خوار که ریشه از کلمه خاراکس یا شاراکس شناخته می شده که پایتخت تسلط قوم پازوکی بر کل دنیا در قبل از سلسله مادها  بوده است و مرکز حکومت آن قلعه باستانی در آرادان بوده که تخریب شده است و تا همین اواخر خوانین پازوکی در این قلعه ای که بدستور ربیعی تخریب شده می زیسته اند.
داستان افول اقتدار وشکوه این سرزمین و آزاد شدن رعیت ها  به زمانی برمیگردد که قلعه نشینان آرادان پذیرای یک رعیتی بنام آقارضادزد بودن که خود وی راز غارت قافله ها را افشا مینماید و از خان پازوکی میخواهد که دو خورجین مملو از طلا و جواهر را در قلعه پنهان کند تا بتواند قافله ای دیگر را غارت کند . خان پازوکی که مردی پاک و غیرتمند بوده با برخورد غضبناکی این سارق را به بیرون از قلعه هدایت کرده و خورجین ها را بر سر وی میکوبد و به او مهلتی میدهد تا طلاها را به صاحبانشان پس دهد . آقارضادزد که نالان به سمت جنوبی قلعه سرازیر میشده چشمش به زغال فروشی می افتد که انباری از زغال جمع کرده بود . به زغال فروش اصرار میکند که دو خورجین طلای مذکور را لای زغالهایش به رسم امانت پنهان نماید و به وی میگوید: " اگه تا فردا برنگشتم بدان در مبارزه با سواران قافله ها کشته شده ام پس طلا ها را برای همسر و فرزندانم خرج کن" ازقضا وی کشته میشود و زغال فروش تمام طلا ها را تبدیل به پول نقد می کند و برای قدرت گرفتن در منطقه اکثر زمین ها را با پرداخت نصف بهای املاک از پازوکی ها اجاره شصت ساله می کند و اقوام سمنانی را در شهر آرادان و روستاهای شهرستان آرادان ساکن کرده و بدون ثبت رسمی املاک را با نوشتن یک برگه بصورت غیرقانونی بیع میدهد.
در پایان مدت استیجار دعواهایی برای بازپس گیری املاک پازوکی ها در شهرستان آرادان رخ داد اما پازوکی ها در بازپسگیری املاکشان تاکنون موفق نشده اند و این علت اصلی غصبی بودن کل املاک شهرستان است. البته پازوکی های بخشنده مقدار معدودی از زمین های این شهرستان را در جشن ها هدیه و بذل می نمودند روزه و نماز و عبادت در آنها مباح است.